# Кударейка
Кударейка — деревня в Эхирит-Булагатском районе Иркутской области России. Входит в состав Кулункунского муниципального образования. Находится примерно в 23 км к западу от районного центра.

## Население
По данным Всероссийской переписи, в 2010 году в деревне проживало 218 человек (109 мужчин и 109 женщин).